# مودونيو
مودونيو (بالإيطالية: Modugno)‏ هي بلدة وبلدية في مقاطعة باري في إقليم بوليا في جنوب إيطاليا.

## السكان
في سنة 1861 بلغ عدد السكان 7٬194 نسمة، وتطور العدد ليصل في سنة 2011 لـ 37٬532 نسمة.
يظهر هذا المخطط البياني تطور النمو السكاني لـ مودونيو

## أعلام
- ميشيل بيكيريلو